# خلیج ببر (فیلم)
خلیج ببر (به انگلیسی: Tiger Bay) یک فیلم سینمایی در ژانر دارم و جنایی به کارگردانی جی. لی تامپسون است که در سال ۱۹۵۹ منتشر شد. از بازیگران آن می‌توان به جان میلز، هورست بوخهولتس، هیلی میل، ایوون میچل و آنتونی داوسون اشاره کرد.